# 허혼
허혼(許渾, 788년－860년대)은 중국 당나라의 시인이자 관인이다. 자는 용회(用晦)，윤주(潤州) 단양현(丹陽縣) 사람이다. 측천무후 시절 재상이었던 허어사(許圉師)의 6세 손으로 만당(晚唐) 시대를 대표하는 시인의 한 사람이다. 선종(禪宗)을 독실하게 믿었던 것으로 알려져 있다.

## 생애
정원(貞元) 4년(788년) 태어났으며 원화(元和) 원년(806년) 대량 양씨(大梁梁氏) 가문의 여인을 아내로 맞이하였다. 대화(大和) 6년(832년) 진사에 급제, 개성(開成) 원년(836년) 노균(卢钧)의 막부에 들었다. 개성 3년 봄에 당서현위(当涂县尉)로 임명되었고 ；회창(会昌) 원년(841년) 태평현령(太平县令)에 임명되었다가 겨울에 감찰어사(监察御史)로 승진하였는데, 회창 4년에 윤주사마(潤州司馬)로 부임하였다. 선종(宣宗)이 즉위하고 수도로 돌아왔다. 대중(大中) 3년에 다시 감찰어사가 되었는데 병이 있어서 조정으로 나아가지 못하고 그대로 동쪽으로 돌아갈 것을 청하였다고 한다. 후에 목주(睦州)로 나가게 되었다. 대중 5년에 동도(东都) 낙양(洛陽)으로 부임하게 되었을 때 하남윤(河南尹) 유연(刘瑑)과 서로 왕래가 있었다. 대중 7년에 원외랑(员外郎)으로써 수도를 떠나 영주자사(郢州刺史)로 나가게 되었고, 세간에서는 허영주(許郢州)라 불렀다.
함통(咸通) 원년(860년) 6월 회계(会稽)로 가서 절동(浙东) 지역에서 일어난 농민 봉기를 진압하였다. 만년에 물러나 은거하면서 단양 정묘교(丁卯橋)에서 살았다. 당시 세간에서는 그를 허정묘(許丁卯)라 불렀다고 한다. 사망한 해는 알 수 없으나 일반적으로 대중 9년에서 함통 2년 사이에서 사망하였을 것으로 보고 있다.

## 작품에 대하여
허혼의 시는 대부분 율시(律诗)와 절구(绝句)로 이루어져 있다. 《당시고취》(唐诗鼓吹)에는 그의 7언율시 31수가 실려 있는데 대부분 산림을 노닐면서 벗과 전별할 때 써준 것으로 물(水)이라는 글자를 사용한 것이 매우 많아서, 사람들은 '허혼의 시 1천 수는 모두 물에 젖어 있다(許渾千首濕)'라고 칭하였다고 한다. 구법(句法)은 완급이 세밀하고 정제되어 있으며 성율(声律)의 원숙함을 허혼의 시에 빗대기도 하였다. 당시 저명한 시인이었던 두목(杜牧)、위장(韋庄) 및 송대(宋代)의 육유(陸游)가 모두 그의 시를 숭배하고 추앙하였다. 다만 그의 시를 두고 임기응변하는 재주가 모자라다거나 기교는 넘치는데 맛이 부족하다고 비판하는 사람도 있다.
문집으로 《정묘집》(丁卯集) 2권이 남아 있다. 《전당시》(全唐诗) 권11에 그의 시가 수록되어 있는데 모두 5백여 수에 달한다. 그 시의 평가는 역사상으로도 사뭇 격차가 있으나 역대에 그의 시에 대한 토론과 평가는 매우 높았으며, 찬양하는 사람만큼이나 비판하는 사람들도 적지 않았다. 이는 당대 시인 가운데서도 또한 그리 자주 볼 수 없는 현상이기도 하다.

### 신라 사신에게 지어준 한시
《전당시》에는 허혼이 신라로 돌아가는 벗에게 전별로 써 주었다는 한시 1수가 실려 있다.
| 과거 시험을 끝마치고 신라로 돌아가는 벗을 전송하며(送友人罷擧歸新羅) | 과거 시험을 끝마치고 신라로 돌아가는 벗을 전송하며(送友人罷擧歸新羅) |
| -------------------------------------------------------------------- | -------------------------------------------------------------------- |
| 滄波天塹外                                                           | 푸른 파도 가로막힌 바다 저 바깥                                      |
| 何島是新羅                                                           | 어느 섬이 신라 나라 거기일런가.                                      |
| 舶主辭番遠                                                           | 배 주인은 번국 떠나 멀리도 오고                                      |
| 碁僧入漢多                                                           | 바둑 두는 중은 중국 많이도 온다.                                     |
| 海風吹白鶴                                                           | 바닷바람 하얀 학 날개에 불고                                         |
| 沙日曬紅螺                                                           | 모래밭 햇볕에서 소라를 말리네                                        |
| 此去知投筆                                                           | 이제 가면 붓 던질 것을 알겠거니와                                    |
| 須求利劍磨                                                           | 모름지기 날카롭게 칼을 갈아라.                                       |

## 기타
허혼의 시 가운데 《함양성동루》(咸阳城东楼)의 '산비 오려 하니 바람이 가득차네(山雨欲來風滿樓)'라는 구절은 중국의 경제학자 쑹훙빙(宋鴻兵)은 2014년에 펴낸 자신의 저서 《화폐전쟁》 시리즈의 다섯 번째 권에 해당하는 '탐욕경제'의 부제로도 쓰였다.